# ルンゴ

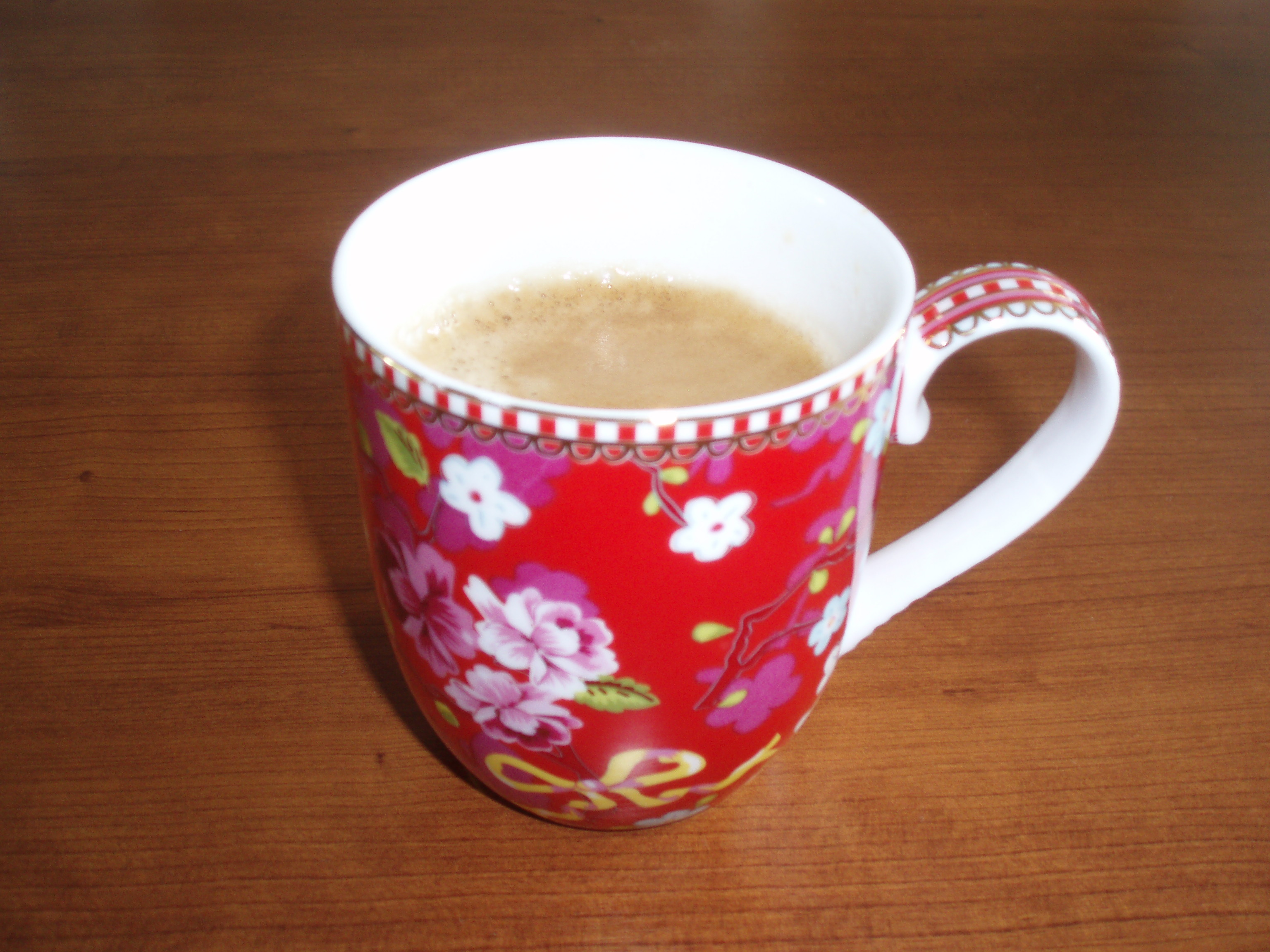
カフェ・ルンゴ

ルンゴ(Lungo)は、通常の2倍程度の大量の水で抽出したエスプレッソである。長いの意味である。 。
通常のエスプレッソは、18から30秒間抽出し、25から30mlできるのに対し、ルンゴは最大約1分間抽出し、50から60mlできあがる。

## 類似の飲み物
ルンゴは、エスプレッソに湯を加えるアメリカーノや、逆に湯にエスプレッソを加えるロングブラックと似ている。ルンゴでは、水は全て抽出に使われ、アメリカーノやロングブラックよりも量が少なくなる。
アメリカーノやロングブラック程度の量の多いものは、英語圏では珍しいが、カフェクレマと呼ばれ、ルンゴと同様に全ての水を抽出に使うが、量は2倍程度になる。

## 味
コーヒーの粉を通過する水の量が多くなるため、強さは弱くなるがより苦くなる。逆に水の量を減らすと強さが増し、リストレットとして知られる。
コーヒーの可溶性成分は同じ速度で抽出されるわけではないため、水の量が増えたり減ったりすると、コーヒーの成分が異なってくる。そのため、リストレットの強さは通常のエスプレッソと比べて単純に倍になるわけではなく、またルンゴの強さがちょうど半分になるわけでもない。さらに、エスプレッソは圧力を加えて抽出するため、同じ豆と水の量を用いて他の入れ方をしたコーヒーと同じ組成を持つのではない。

## 作り方
リストレット、エスプレッソ、ルンゴの間に厳密な区別はなく、これらは相対的な用語である。しかし大まかに言って、1:1の量で抽出したものをリストレット、1:2のものをエスプレッソ、1:3から4のものをルンゴと呼び、抽出量はそれぞれ、30ml、60ml、90から120mlとなる。これに対して、カフェクレマの量は、約180mlである。